# Jaiavarmã II
Jaiavarmã II (em quemer: ជ័យវរ្ម័ន: c. 770-850) foi um rajá do século IX do Camboja, amplamente reconhecido como o fundador do Império Quemer, que dominou grande parte do Sudeste Asiático por mais de 600 anos. Historiadores, anteriormente, dataram seu reinado de 802 a 850, mas alguns estudiosos hoje definem-no entre 770-835 Antes de Jaiavarmã chegar ao poder, houve muita luta entre os senhores locais que governaram diferentes partes do Camboja. O país não foi unificado sob um único governante.
Jaiavarmã é amplamente considerado como o rei que estabeleceu as bases do período de Anguecor na história do Camboja, começando com o ritual de consagração grandioso conduzido por Jaiavarmã em 802, no sagrado Monte Maendraparvata, agora conhecido como Phnom Kulen, para celebrar a independência do Camboja do domínio javanês. Nessa cerimônia, o príncipe Jaiavarmã foi proclamado monarca universal (Kamraten Jagad ta Raja) ou Deus-Rei (Deva Raja, em sânscrito). Segundo algumas fontes, Jaiavarmã residiu por algum tempo em Java durante o reinado de Sailendras, ou "Os Senhores da Montanhas", daí o conceito de Devaraja ou Deus-Rei foi ostensivamente importado de Java. Naquela época, Sailendras supostamente governava Java, Sumatra, Península Malaia e partes do Camboja.